# Alto do Rodrigues
Alto do Rodrigues es un municipio del estado de Río Grande del Norte (Brasil), localizado en la microrregión del Valle del Açu. De acuerdo con el IBGE (Instituto Brasilero de Geografía y Estadística), en el año 2003 su población era estimada en 11 443 habitantes en un área territorial de 191 km².
El municipio se emancipó de Pendências a través de la Ley n.º 2859, el 28 de marzo de 1963.
Limita con los municipios de Carnaubais (norte y el este), Pendências (norte y oeste), Açu (al este), y Afonso Bezerra (sur). La altitud es de 13 metros sobre el nivel del mar y la distancia por carretera hasta la capital Natal (Rio Grande do Norte) es de 204 km.
El nombre Alto do Rodrigues es un homenaje a la familia del fundador de la ciudad, Joaquim Rodrigues Ferreira, que se instalaron en el Alto, que en esa época apenas era una localidad del municipio de Pendências, donde dieron inicio al poblamiento de esa región.
De acuerdo con el IDEMA, el suelo de la región es del tipo cambisol eutrófico. Y es idóneo para la actividad agrícola exclusiva para plantaciones y apta para cultivo de ciclo largo (algodón arbóreo, sisal, cajú y coco). Existe una pequeña área de marisma, al oeste ideal para plantaciones y apta para cultivos de ciclo corto, y una pequeña área al norte indicada para la preservación de la flora y la fauna y para recreación.

## Economía
De acuerdo con datos del IPEA del año de 1996, el PIB era estimado en R$ 8,15 millones, siendo que 22,1% correspondía en las actividades basadas en la agricultura y en la ganadería, 10,8% a la industria y 67,1% al sector de servicios. El PIB salario per cápita era de R$ 904,95.
En 2006, conforme estimaciones del IBGE, el PIB había evolucionado a R$ 168,191 millones y el PIB per cápita era de R$ 16.135,00.
En el sector agrícola tiene gran relevancia la fruticultura irrigada, cuya producción está orientada para la exportación.
En los últimos diez años el sector industrial se modificó completamente en función del desarrollo de la explotación de petróleo y gas natural. Fue construida en el municipio la Usina Termoeléctrica Jesús Soares Pereira, cuyo proyecto prevé una capacidad nominal de 325 MW y una producción de 610 t/h de vapor. 

### Producción agrícola
| Cultivo                       | Cantidad producida (ton.) | Valor de la producción (R$ mil) | Área plantada (ha.) | Área cosechada (ha.) | Rendimiento medio (kg/ha.) |
| ----------------------------- | ------------------------- | ------------------------------- | ------------------- | -------------------- | -------------------------- |
| Algodón herbáceo (en semilla) | 564                       | 564                             | 168                 | 168                  | 3.357                      |
| Banana                        | 44.080                    | 19.836                          | 1.160               | 1.160                | 38.000                     |
| Batata-dulce                  | 200                       | 30                              | 20                  | 20                   | 10.000                     |
| Caña de azúcar                | 8.000                     | 320                             | 100                 | 100                  | 80.000                     |
| Castaña de cajú               | 4                         | 2                               | 14                  | 14                   | 285                        |
| Coco                          | 162 (mil frutos)          | 32                              | 45                  | 45                   | 3.600 (frutos/ha.)         |
| Frijol (en grano)             | 66                        | 53                              | 150                 | 127                  | 519                        |
| Guayaba                       | 1.080                     | 324                             | 60                  | 60                   | 18.000                     |
| Papaya                        | 3.360                     | 1.008                           | 80                  | 80                   | 42.000                     |
| Mango                         | 846                       | 592                             | 47                  | 47                   | 18.000                     |
| Sandía                        | 840                       | 504                             | 30                  | 30                   | 28.000                     |
| Maíz                          | 83                        | 33                              | 200                 | 184                  | 451                        |
| Sorgo (en grano)              | 144                       | 58                              | 120                 | 120                  | 1.200                      |
| Tomate                        | 150                       | 90                              | 5                   | 5                    | 30.000                     |

### Ganadería
| Rebaño                            | Efectivo (cabezas) |
| --------------------------------- | ------------------ |
| Bovinos                           | 3.641              |
| Porcinos                          | 624                |
| Equinos                           | 153                |
| Asnos                             | 172                |
| Mulas                             | 74                 |
| Ovinos                            | 3.003              |
| Gallinas                          | 1.032              |
| Gallos, gallinas, pollos y pintos | 2.239              |
| Cabras                            | 2.381              |
| Vacas ordeñadas                   | 371                |

| Género            | Producción       |
| ----------------- | ---------------- |
| Leche de vaca     | 284 (mil litros) |
| Huevos de gallina | 7 (mil docenas)  |

## Datos estadísticos

### Educación
| Enseñanza | Alumnos matriculados | Profesores |
| --------- | -------------------- | ---------- |
| Básica    | 2.336                | 119        |
| Media     | 640                  | 17         |

- Analfabetos con más de quince años: 27,95 % (IBGE 2000).

### IDH
| IDH        | 1991  | 2000  |
| ---------- | ----- | ----- |
| Salario    | 0,487 | 0,602 |
| Longevidad | 0,552 | 0,711 |
| Educación  | 0,624 | 0,751 |
| Total      | 0,554 | 0,688 |

### Saneamiento urbano
| Servicio                      | Domicilios (%) |
| ----------------------------- | -------------- |
| Agua                          | 97,5%          |
| Residuos cloacales sanitarios | 11,7%          |
| Recolección de residuos       | 89,0%          |

### Salud
- 24 camas hospitalarias, todas disponibles al SUS.
- Mortalidad infantil: 79,7 p/mil (Ministerio de la Salud/1998).
- Esperanza de vida al nacer: 67,7 años (IBGE 2000).

## Feriados municipales
- 7 de octubre - Día de la patrona, Nuestra Señora del Rosario.
- 28 de marzo - Emancipación política, Aniversario de la Ciudad.